# United Rugby Championship 2023/24
Die United Rugby Championship 2023/24 war die dritte Saison der internationalen Rugby-Union-Meisterschaft United Rugby Championship beziehungsweise die 23. Ausgabe unter Berücksichtigung aller Vorgängermeisterschaften. Sie begann am 16. September 2022 und umfasste 18 Spieltage. Beteiligt waren je vier Teams aus Irland, Südafrika und Wales sowie je zwei Teams aus Italien und Schottland. Die insgesamt 16 Teams waren in vier regionale Gruppen aufgeteilt, in denen sie um separate Trophäen (Shields) spielten. Nach dem letzten Spieltag, der am 1. Juni 2023 endete, traten die vier Shield-Gewinner im Play-off gegeneinander an. Das Finale fand am 22. Juni 2024 in Glasgow statt; dabei setzten sich die Glasgow Warriors gegen die Bulls durch und sicherten sich zum zweiten Mal den Meistertitel.

## Format
Die Meisterschaft umfasste 18 Runden. Es gab vier regionale Gruppe (pools): Der Irish Shield Pool mit den vier irischen Teams, der Welsh Shield Pool mit den vier walisischen Teams, der South African Shield Pool mit den vier südafrikanischen Teams sowie der Scottish/Italian Shield Pool mit den zwei italienischen und zwei schottischen Teams. Jedes bestritt je sechs Heim- und Auswärtsspiele gegen seine regionalen Gruppenrivalen. Die restlichen zwölf Spiele wurden in einer Round Robin ausgetragen, bestehend aus gleich vielen Heim- und Auswärtsspielen gegen alle Teams der übrigen Gruppen. Daraus wurde eine Gesamttabelle ermittelt. Die acht besten Teams qualifizierten sich für das Viertelfinale, darauf folgten die Halbfinalspiele und das Finale.
Insgesamt acht Teams qualifizierten sich für den European Rugby Champions Cup der folgenden Saison, während die acht übrigen in den EPCR Challenge Cup einzogen. Alle im Wettbewerb erzielten Punkte wurden in die Rangliste der regionalen Gruppen aufgenommen, wobei sich das beste Team jeder Gruppe automatisch für den European Rugby Champions Cup qualifizierte. Die verbleibenden vier Plätze gingen an die bestplatzierten Teams der Gesamttabelle (sofern sie sich nicht bereits qualifiziert hatten).

## Regionalgruppen
Die regionalen Gruppen der regulären Saison waren der primäre Mechanismus, über den sich die Teams für die europäischen Wettbewerbe qualifizieren konnte. Im Gegensatz zu den früheren Austragungen waren nur die Begegnungen innerhalb der eigenen Gruppe maßgeblich. Die Gewinner der „Shields“ aller vier Regionalgruppen zogen automatisch in den European Rugby Champions Cup der Folgesaison ein. Die verbliebenen vier Plätze wurden an die vier besten Mannschaften der regulären Saison vergeben – unabhängig davon, welcher Regionalgruppe sie angehörten.

### Irland
|    | Team           | Spiele | Siege | Unent. | Ndlg. | Spiel- punkte | Diff. | Bonus- punkte | Tabellen- punkte |
| -- | -------------- | ------ | ----- | ------ | ----- | ------------- | ----- | ------------- | ---------------- |
| 1. | Leinster Rugby | 6      | 4     | 0      | 2     | 129:93        | + 36  | 4             | 20               |
| 2. | Ulster Rugby   | 6      | 4     | 0      | 2     | 130:126       | + 4   | 2             | 18               |
| 3. | Munster Rugby  | 6      | 2     | 0      | 4     | 118:109       | + 9   | 5             | 13               |
| 4. | Connacht Rugby | 6      | 2     | 0      | 4     | 104:153       | − 49  | 2             | 10               |

### Schottland / Italien
|    | Team                   | Spiele | Siege | Unent. | Ndlg. | Spiel- punkte | Diff. | Bonus- punkte | Tabellen- punkte |
| -- | ---------------------- | ------ | ----- | ------ | ----- | ------------- | ----- | ------------- | ---------------- |
| 1. | Glasgow Warriors       | 6      | 5     | 0      | 1     | 159:85        | + 74  | 4             | 24               |
| 2. | Benetton Rugby Treviso | 6      | 4     | 0      | 2     | 143:111       | + 32  | 3             | 19               |
| 3. | Edinburgh Rugby        | 6      | 3     | 0      | 3     | 121:124       | − 3   | 2             | 14               |
| 4. | Zebre Parma            | 6      | 0     | 0      | 6     | 106:209       | − 103 | 2             | 2                |

### Südafrika
|    | Team     | Spiele | Siege | Unent. | Ndlg. | Spiel- punkte | Diff. | Bonus- punkte | Tabellen- punkte |
| -- | -------- | ------ | ----- | ------ | ----- | ------------- | ----- | ------------- | ---------------- |
| 1. | Bulls    | 6      | 5     | 0      | 1     | 147:103       | + 44  | 4             | 24               |
| 2. | Stormers | 6      | 5     | 0      | 1     | 153:153       | ± 0   | 2             | 22               |
| 3. | Lions    | 6      | 2     | 0      | 4     | 155:147       | + 8   | 5             | 13               |
| 4. | Sharks   | 6      | 0     | 0      | 6     | 88:171        | − 83  | 3             | 3                |

### Wales
|    | Team          | Spiele | Siege | Unent. | Ndlg. | Spiel- punkte | Diff. | Bonus- punkte | Tabellen- punkte |
| -- | ------------- | ------ | ----- | ------ | ----- | ------------- | ----- | ------------- | ---------------- |
| 1. | Ospreys       | 6      | 5     | 0      | 1     | 147:103       | + 44  | 4             | 24               |
| 2. | Scarlets      | 6      | 3     | 0      | 3     | 124:132       | − 8   | 4             | 16               |
| 3. | Cardiff Rugby | 6      | 2     | 0      | 4     | 169:150       | + 19  | 6             | 14               |
| 4. | Dragons RFC   | 6      | 2     | 0      | 4     | 91:146        | − 55  | 1             | 9                |

## Gesamttabelle
Die Gesamttabelle diente dazu, jene Teams zu ermitteln, die sich für die Play-offs qualifizieren. Die acht bestplatzierten am Ende der regulären Saison qualifizierten sich unabhängig von der regionalen Gruppe für das Viertelfinale, wobei sie in der Reihenfolge des Abschlusses der regulären Saison gesetzt wurden. Die Gesamttabelle bildete auch den zweiten Weg zur Qualifikation für den European Rugby Champions Cup, für den sich die vier besten Mannschaften qualifizierten, die nicht bereits Shield-Gewinner waren. 

M = Amtierender Meister
|     | Team                   | Spiele | Siege | Unent. | Ndlg. | Spiel- punkte | Diff. | Bonus- punkte | Tabellen- punkte |
| --- | ---------------------- | ------ | ----- | ------ | ----- | ------------- | ----- | ------------- | ---------------- |
| 01. | Munster Rugby (M)      | 18     | 13    | 1      | 4     | 483:318       | + 165 | 14            | 68               |
| 02. | Bulls                  | 18     | 13    | 0      | 5     | 639:433       | + 206 | 14            | 66               |
| 03. | Leinster Rugby         | 18     | 13    | 0      | 5     | 554:350       | + 204 | 13            | 65               |
| 04. | Glasgow Warriors       | 18     | 13    | 0      | 5     | 519:353       | + 166 | 13            | 65               |
| 05. | Stormers               | 18     | 12    | 0      | 6     | 468:348       | + 120 | 11            | 59               |
| 06. | Ulster Rugby           | 18     | 11    | 0      | 7     | 437:409       | + 28  | 10            | 54               |
| 07. | Benetton Rugby Treviso | 18     | 11    | 1      | 6     | 411:400       | + 11  | 8             | 54               |
| 08. | Ospreys                | 18     | 10    | 0      | 8     | 414:449       | − 35  | 10            | 50               |
| 09. | Lions                  | 18     | 9     | 0      | 9     | 526:398       | + 128 | 14            | 50               |
| 10. | Edinburgh Rugby        | 18     | 11    | 0      | 7     | 416:397       | + 19  | 5             | 49               |
| 11. | Connacht Rugby         | 18     | 9     | 0      | 9     | 404:432       | − 28  | 9             | 45               |
| 12. | Cardiff Rugby          | 18     | 4     | 1      | 13    | 384:410       | − 26  | 14            | 32               |
| 13. | Scarlets               | 18     | 5     | 0      | 13    | 313:575       | − 262 | 7             | 27               |
| 14. | Sharks                 | 18     | 4     | 0      | 14    | 343:431       | − 88  | 9             | 25               |
| 15. | Dragons RFC            | 18     | 3     | 0      | 15    | 300:611       | − 311 | 4             | 16               |
| 16. | Zebre Parma            | 18     | 1     | 1      | 16    | 345:643       | − 298 | 9             | 15               |

Die Punkte wurden wie folgt verteilt:
- 4 Punkte bei einem Sieg
- 2 Punkte bei einem Unentschieden
- 0 Punkte bei einer Niederlage (vor möglichen Bonuspunkten)
- 1 Bonuspunkt für vier oder mehr Versuche, unabhängig vom Endstand
- 1 Bonuspunkt bei einer Niederlage mit sieben oder weniger Punkten Unterschied

## Play-offs

### Viertelfinale
| 7. Juni 2024 19:35 WESZ | Munster Rugby                                                                                               | 23 : 7         | Ospreys                                            | Thomond Park, Limerick Zuschauer: 14.072 Schiedsrichter: Hollie Davidson (Schottland) |
| 7. Juni 2024 19:35 WESZ | Versuche: Zebo 1. erh. Scannell 17. erh. Erhöhungen: Crowley (2/2) Straftritte: Crowley (3/3) 27., 58., 61. | (17:7) Bericht | Versuche: Giles 4. erh. Erhöhungen: Williams (1/1) | Thomond Park, Limerick Zuschauer: 14.072 Schiedsrichter: Hollie Davidson (Schottland) |

| 8. Juni 2024 15:30 SAST | Bulls | 30 : 23        | Benetton Rugby Treviso | Loftus Versfeld Stadium, Pretoria Zuschauer: 19.243 Schiedsrichter: Mike Adamson (Schottland) |
| 8. Juni 2024 15:30 SAST | Versuche: Arendse (2) 1. erh., 20. erh. Kriel 61. erh. Erhöhungen: Goosen (3/3) Straftritte: Goosen (3/3) 35., 50., 74. | (17:8) Bericht | Versuche: Ratave 31. n.erh. Albornoz 57. erh. Fekitoa 66. n.erh. Erhöhungen: Smith (1/3) Straftritte: Smith (2/2) 10., 41. | Loftus Versfeld Stadium, Pretoria Zuschauer: 19.243 Schiedsrichter: Mike Adamson (Schottland) |

| 8. Juni 2024 17:00 WESZ | Leinster Rugby | 43 : 20        | Ulster Rugby | Aviva Stadium, Dublin Zuschauer: 18.174 Schiedsrichter: Andrew Brace (Irland) |
| 8. Juni 2024 17:00 WESZ | Versuche: Henshaw 20. erh. Lowe (2) 33. erh., 45. n..erh. Larmour 62. erh. van der Flier 67. erh. Molony 75. erh. Erhöhungen: Byrne (4/5) Prendergast (1/1) Straftritte: Byrne (1/1) 30. | (17:0) Bericht | Versuche: McCann 49. n.erh. Moore 64. erh. Lowry 79. n.erh. Erhöhungen: Cooney (1/3) Straftritte: Cooney (1/1) 42. | Aviva Stadium, Dublin Zuschauer: 18.174 Schiedsrichter: Andrew Brace (Irland) |

| 8. Juni 2024 19:35 SAST | Glasgow Warriors | 27 : 10       | Stormers                                      | Scotstoun Stadium, Glasgow Zuschauer: 5879 Schiedsrichter: Chris Busby (Irland) |
| 8. Juni 2024 19:35 SAST | Versuche: Cancelliere 61. erh. Venter 74. erh. Thompson 80. erh. Erhöhungen: Horne (3/3) Straftritte: Horne (2/2) 19., 29. | (6:0) Bericht | Versuche: Loader 58. n.erh. de Wet 65. n.erh. | Scotstoun Stadium, Glasgow Zuschauer: 5879 Schiedsrichter: Chris Busby (Irland) |

### Halbfinale
| 15. Juni 2024 16:00 SAST | Bulls | 25 : 20        | Leinster Rugby                                                                                   | Loftus Versfeld Stadium, Pretoria Zuschauer: 31.578 Schiedsrichter: Sam Grove-White (Schottland) |
| 15. Juni 2024 16:00 SAST | Versuche: Goosen 29. erh. Petersen (2) 41. n.erh., 69. erh. Erhöhungen: Goosen (2/3) Straftritte: Goosen (2/2) 41., 61. | (7:10) Bericht | Versuche: Lowe 23. erh. Doris 50. erh. Erhöhungen: Byrne (2/2) Straftritte: Byrne (2/2) 58., 64. | Loftus Versfeld Stadium, Pretoria Zuschauer: 31.578 Schiedsrichter: Sam Grove-White (Schottland) |

| 15. Juni 2024 19:00 WESZ | Munster Rugby                                                                      | 10 : 17       | Glasgow Warriors                                                                                   | Thomond Park, Limerick Zuschauer: 20.052 Schiedsrichter: Andrea Piardi (Italien) |
| 15. Juni 2024 19:00 WESZ | Versuche: Frisch 55. erh. Erhöhungen: Crowley (1/1) Straftritte: Crowley (1/1) 11. | (3:7) Bericht | Versuche: Steyn 23. erh. Cancelliere 50. erh. Erhöhungen: Horne (2/2) Straftritte: Horne (1/1) 74. | Thomond Park, Limerick Zuschauer: 20.052 Schiedsrichter: Andrea Piardi (Italien) |

### Finale
| 22. Juni 2024 18:00 SAST | Bulls                                                                                         | 16 : 21        | Glasgow Warriors                                                                   | Loftus Versfeld Stadium, Pretoria Zuschauer: 50.388 Schiedsrichter: Andrea Piardi (Italien) |
| 22. Juni 2024 18:00 SAST | Versuche: van Staden 25. erh. Erhöhungen: Goosen (1/1) Straftritte: Goosen (3/3) 1., 14., 51. | (13:7) Bericht | Versuche: Cummings 40. erh. Turner 53. erh. Jones 62. erh. Erhöhungen: Horne (3/3) | Loftus Versfeld Stadium, Pretoria Zuschauer: 50.388 Schiedsrichter: Andrea Piardi (Italien) |

| 15                 | Devon Williams      |     |
| 14                 | Sergeal Petersen    |     |
| 13                 | David Kriel         |     |
| 12                 | Harold Vorster      |     |
| 11                 | Kurt-Lee Arendse    |     |
| 10                 | Johan Goosen        |     |
| 09                 | Embrose Papier      |     |
| 08                 | Cameron Hanekom     | 47. |
| 07                 | Elrigh Louw         |     |
| 06                 | Marco van Staden    |     |
| 05                 | Ruan Nortjé         |     |
| 04                 | Ruan Vermaak        | 67. |
| 03                 | Wilco Louw          | 73. |
| 02                 | Johan Grobbelaar    | 50. |
| 01                 | Gerhard Steenekamp  | 73. |
| Auswechselspieler: |                     |     |
| 16                 | Akker van der Merwe | 50. |
| 17                 | Simphiwe Matanzima  | 73. |
| 18                 | Francois Klopper    | 73. |
| 19                 | Reinhardt Ludwig    | 67. |
| 20                 | Nizaam Carr         | 47. |
| 21                 | Zak Burger          |     |
| 22                 | Chris Smith         |     |
| 23                 | Cornel Smit         |     |
| Trainer:           |                     |     |
| Jake White         |                     |     |

| 15                 | Josh McKay            |     |
| 14                 | Sebastián Cancelliere | 59. |
| 13                 | Huw Jones             |     |
| 12                 | Sione Tuipulotu       |     |
| 11                 | Kyle Steyn            |     |
| 10                 | Tom Jordan            | 77′ |
| 09                 | George Horne          |     |
| 08                 | Jack Dempsey          |     |
| 07                 | Rory Darge            | 59. |
| 06                 | Matt Fagerson         |     |
| 05                 | Richie Gray           | 59. |
| 04                 | Scott Cummings        |     |
| 03                 | Zander Fagerson       |     |
| 02                 | Johnny Matthews       | 45. |
| 01                 | Jamie Bhatti          | 45. |
| Auswechselspieler: |                       |     |
| 16                 | George Turner         | 45. |
| 17                 | Nathan McBeth         | 45. |
| 18                 | Oli Kebble            |     |
| 19                 | Gregor Brown          | 59. |
| 20                 | Euan Ferrie           |     |
| 21                 | Henco Venter          | 59. |
| 22                 | Jamie Dobie           | 59. |
| 23                 | Duncan Weir           |     |
| Trainer:           |                       |     |
| Franco Smith       |                       |     |

## Statistik
Quelle: United Rugby Championship

### Meiste erzielte Versuche
|    | Name                | Verein           | Versuche |
| -- | ------------------- | ---------------- | -------- |
| 1. | Johnny Matthews     | Glasgow Warriors | 14       |
| 2. | Akker van der Merwe | Bulls            | 12       |
| 3. | David Kriel         | Bulls            | 10       |
| 4. | Kurt-Lee Arendse    | Bulls            | 10       |
| 5. | Werner Kok          | Sharks           | 9        |
| 5. | Canan Moodie        | Bulls            | 9        |
| 5. | Kyle Rowe           | Glasgow Warriors | 9        |
| 5. | Jacob Stockdale     | Ulster Rugby     | 9        |

### Meiste erzielte Punkte
|    | Name           | Verein                 | Punkte |
| -- | -------------- | ---------------------- | ------ |
| 1. | Ben Healy      | Edinburgh Rugby        | 175    |
| 2. | Johan Goosen   | Bulls                  | 167    |
| 3. | Tinus de Beer  | Cardiff Rugby          | 118    |
| 4. | Sanele Nohamba | Lions                  | 117    |
| 5. | Jack Crowley   | Munster Rugby          | 115    |
| 5. | Jacob Umaga    | Benetton Rugby Treviso | 115    |